# Очікування полковника Шалигіна
«Очікування полковника Шали́гіна» (рос. «Ожидание полковника Шалыгина») — український радянський пригодницький воєнний фільм Теймураза Золоєва. Прем'єра відбулась 16 серпня 1982 року.

## Сюжет фільму
Події фільму розгортаються влітку 1944 року у Білорусі. Групі радянських бійців наказано доставити з німецького тилу через фронт радянського розвідника. З трьох бійців живим лишається тільки рядовий Бєлов. По дорозі до них приєднуються інші бійці — хто заблукав, хто відстав, хто з розвідки. Кількість у групі щоразу змінюється, дехто загине по дорозі. Але Бєлову все ж таки вдається виконати наказ і доставити розвідника до полковника Шалигіна.

## В ролях
| Актор                | Роль                           |
| -------------------- | ------------------------------ |
| Борис Галкін         | рядовий Петро Бєлов            |
| Віктор Плют          | розвідник Георгій Валер'янович |
| Сергій Кагаков       | Саша Івицький                  |
| Олексій Золотницький | Станіков                       |
| Ях'є Файзулаєв       | Шараф                          |
| Рустам Тураєв        | Ульмас                         |
| Валерій Полєтаєв     | Тельнов                        |
| Володимир Антонов    | Савченко                       |
| Ірина Пономарьова    | радистка Юля                   |
| Володимир Борчанінов | Агафонов                       |
| Микола Гринько       | полковник Шалигін              |
| Яніс Паукштелло      | німецький офіцер               |
| Петро Юрченков       | капітан                        |

## Знімальна група
- Режисер-постановник: Теймураз Золоєв
- Сценарист: Григорій Глазов
- Оператор-постановник: Ігор Ремішевський
- Композитор: Євген Птичкін